# میرزا مهدی اصفهانی
محمد مهدی غروی اصفهانی خراسانی (۱۳۰۳ ق، اصفهان – ۱۳۶۵ ق، مشهد) (مشهور به میرزای اصفهانی یا میرزا مهدی اصفهانی) از بلندپایه ترین فقهای اصولی معاصر شیعه بوده‌است. او از محققین معارف قرآن و ائمه می‌باشد.
او همچنین بر مبانی معارفی خود مکتب خاصی از سلوک اخلاقی و تهذیب نفس را در خراسان پایه نهاد که رکن اساسی آن توجه دائمی به ذات خداوند به عنوان آشناترین آشنا برای انسان و همچنین توسل به نماینده خدا در زمین، حجت بن الحسن است. او و شاگردانش از احیاگران فرهنگ مهدویت در تاریخ معاصر ایران به‌شمار می‌آیند.
میرزای اصفهانی موسس مکتبی (بر پایه آموخته هایش از استادش صاحب علم جمعی) در شناخت معارف شیعی است که از آن به عنوان مکتب معارف اهل بیت، مکتب تفکیک یا مکتب معارف خراسان یاد می شود. نام مکتب تفکیک یا مکتب معارف خراسان بعدها توسط شاگردان او بر روش تدریسش تعلق گرفت. دلیل این نامگذاری این است که او با کاوش در مبانی وحیانی به اهمیت این نکته پی برد که فلسفه و عرفان و سایر معارف بشری از پایه با معارف قرآن و ائمه تغایر و تضاد دارند، و از این رو همواره تلاش در جداسازی و تفکیک معارف الهی وحیانی از سایر مکاتب (فلسفه و عرفان و تصوف و …) داشت.
میرزای اصفهانی طرحهایی نو و خلاقانه را برای فهم میراث معارفی اسلام ارائه داده‌است که تا کنون کمتر مورد توجه واقع شده‌است. از جمله این نوآوری‌ها می‌توان به طرح «معرفت بدون احاطه» یا «معرفت محاطی» در بحث معرفت خداوند، طرح امتناع روشن شدن حقایق نورانی مانند علم، عقل، قدرت، وجود و اختیار به چیزی غیر از خود، یا به تعبیری قداست علم از معلوم واقع شدن اشاره کرد.
بحث «علم مستقل از معلوم» مطرح شده توسط او یکی از کلیدهای فهم رابطه خدا با مخلوقات است که در منابع پیشین اسلامی کمتر به آن توجه شده‌است.
یکی از نقدهای بزرگ اساسی او بر فرضیه ضرورت پیشین علت و معلولی است که امکان پویایی و زایش حقایق جدید در جهان را می‌گیرد. او با تذکر به وجود جوهری مستقل به عنوان «رای» یا انتخاب موجودات مختار توضیحی نو آورانه از پویایی جهان ارایه می‌دهد که با حاکمیت مطلق خداوند نیز در تضاد نمی‌باشد. رساله انوار الهدایه او ایده‌های نویی را در این زمینه به صورت فهرست‌وار ارائه داده‌است که می‌تواند با تأمل و تدقیق بسط داده شود.
از دیگر دستاوردهای معارفی او می‌توان به حل شبههٔ «وحدت وجود» در عرفان نظری اشاره نمود. او با برتر دانستن خداوند از رتبه وجود، خداوند را خالق و مالک حقیقی و ربّ نور وجود می‌داند. خداوند بنابر خواست و اراده اش به حقائق عالم از نور وجود عطا نموده‌است، در حالیکه خود از نور وجود فراتر و منزه است. بنابر این نظر او همان پنداری خداوند با حقیقت وجود (که خود مخلوق خداوند است) را اشتباه اهل تصوف و عرفان می‌داند. منزه دانستن و تسبیح خداوند از نور وجود یکی از ارکان مهم مکتب او است.
از دیگران ابتکارات او تفکیک مفهوم حق و باطل از وجود و عدم است که خلط آنها در فلسفه اسلامی موجب نارسایی‌هایی گشته‌است.

## زندگی‌نامه
میرزای اصفهانی در اوایل سال ۱۳۰۳ هجری قمری در اصفهان به‌دنیا آمد. پدرش میرزا اسماعیل اصفهانی نام داشت. وی در ۹ سالگی پدر را از دست داد. مقدمات فقه و اصول را در اصفهان خواند و در سن ۱۲ سالگی راهی نجف شد. محمدرضا حکیمی در کتاب خود مکتب تفکیک، به‌نقل از پسر میرزا مهدی، زندگی علمی او را به سه دوره تقسیم کرده‌است:

### دورهٔ اول
دورهٔ اول (۱۸ سال) از مهاجرتش به نجف آغاز می‌شود و شامل شرکت او در دروس میرزای نائینی می‌شود. در این دوره به سیر و سلوک عرفانی اشتغال دارد و شاگرد سید احمد کربلایی است.
وی همچنین در این دوره در نجف، درس اصول را نزد آخوند خراسانی (صاحب کفایة الاصول) و درس فقه را نزد سید محمدکاظم یزدی (صاحب عروة الوثقی) خواند. وی همچنین با سید اسماعیل صدر ارتباط پیدا می‌کند و به‌راهنمایی او سلوک خود را پیش می‌گیرد. به‌واسطهٔ صدر با محمد بهاری همدانی، سید علی قاضی و سید جمال گلپایگانی آشنا می‌شود.
هم‌زمان با انقلاب مشروطه در ایران، اولین جلسه درس میرزای نائینی را تشکیل می‌دهد که در آن قریب ۷ نفر از جمله سید جمال‌الدین گلپایگانی، سید محمود حسینی‌شاهرودی شرکت می‌کردند. میرزای اصفهانی اولین عضو این حلقه بود تا این که سید جمال الدین گلپایگانی به آنها پیوست و اندک اندک نخبگانی به جمع آنها اضافه گشت. در این جلسات مطالب مکتب اصول انصاری مورد بررسی قرار می‌گرفت. این درس نزدیک به ۵ سال طول کشید. در این مدت استاد سلوک وی، سید احمد کربلایی بود.

### دورهٔ دوم
دورهٔ دوم، مابقیِ زمانی است که وی در نجف بوده‌است و در این دوره و در حدود سن ۳۰ سالگی به‌دیدار حجت بن الحسن نایل می‌شود. و حجت بن الحسن به وی می‌گوید: «طلب المعارف من غیر طریقنا مساوق لانکارنا» به این معنی که طلب علم غیر طریق اهل بیت مساوی با انکار ماست. این ماجرا دیدگاهش نسبت به عرفان و فلسفه را به‌کلی دگرگون کرد؛ و از این زمان به بعد وی از مخالفین سرسخت در هم آمیزی علوم اهل بیت با فلسفه و عرفان شد.

### دورهٔ سوم
دورهٔ سوم (۲۵ سال) از زمان مهاجرت میرزا به مشهد تا زمان مرگ او است. در این دوره وی علاوه بر تدریس درس خارج فقه، دروس معارفی را نیز بیان می‌کند. هدف از این دروس تفکیک بین مفاهیم بشری و تأویلات فلسفی و عرفانی از معارف اهل‌بیت است.

## اجازه اجتهاد
اجازهٔ اجتهاد وی در ۳۵ سالگی به قلم میرزای نائینی و تأیید آقاضیاءالدین عراقی، سید ابوالحسن اصفهانی و عبدالکریم حائری یزدی، صادر شد.

در اجازه‌نامه میرزا نائینی به او آمده‌است:
«…هو جناب العالم العامل، والتّقی الفاضل، العلم العلاّم، والمهذّّب الهمام، ذوالقریحة القویمة والسلیقة المستقیمة، والنظر الصائب، والفکر الثاقب، عماد العلماء، وصفوة الفقهاء، الورع التقی و العدل الزکی، جناب الآقا میرزا مهدی الاصفهانی، ادام اللّه تأییده و بلّغه الامانی، فلقد بذل فی هذا السبیل عمره و اشتغل به دهره، و عکف بباب مدینة العلم عدة سنین، و حضر علی الاساطین، و قد حضر ابحاثی الفقهیة والاصولیة مدّة مدیدة و سنین عدیدة، حضور تعمق و تحقیق، وتفهم و تدقیق، وکتب اکثر ما حضره فاحسن و اجاد، و ادّی حق‌المراد، الی ان حصل له قوةّ الاستنباط، وبلغ رتبةالاجتهاد وجاز له العمل بما یستنبطه من الاحکام، علی النهج المعمول بین الأعلام، فلیحمد اللّه سبحانه و تعالی علی ما اولاه من جودة الذهن و حسن النظر….»

## صاحب علم جمعی
ميرزای اصفهانی تعاليم خود را برگرفته از شخصی می دانست که از او با عنوان "صاحب علم جمعی" نام می برده است. در اينکه دقيقاً او کيست و چه سهمی در بنياد گذاشتن مجموعه تعاليم ميرزا مهدي اصفهانی داشته اختلاف نظر وجود دارد. از مجموعه آنچه مرحوم آقای حلبی در گفتارهای فارسی خود درباره "صاحب علم جمعی" گفته چند نکته اساسی معلوم می شود:
نخست اينکه مسلم است "صاحب علم جمعی" معاصر با ميرزای اصفهانی نبوده و او در عالم مکاشفه و آنچه وی "تجريد و انخلاعات" می خوانده از محضر "صاحب علم جمعی" بهره علمی و معنوی می برده است.
نکته دوم اينکه "صاحب علم جمعی" خود به تعبير شیخ محمود حلبی با "دلالت" امام عصر به "معارف ناب اهل بيت" دسترسی يافته بوده و بنابراين ادعا شده که خود تربيت شده مستقيم حضرت بوده است. کيفيت ملاقات و يا اين رهيابی به محضر امام عصر از نوشته های آقای حلبی معلوم نمی شود.
نکته سوم اينکه "صاحب علم جمعی" خود عالمی معرفی می شود که آرایی مبتنی بر توجه و عنايت در اخبار و احاديث داشته و تنها ناقل صرف تعاليم امام عصر نبوده است. از مجموع نوشته های آقای حلبی بر می آيد که ميرزا مهدی اصفهانی، با نوشته ها و تعاليم "صاحب علم جمعی" دسترسی داشته و اين طبعاً تنها نمی تواند حاصل مکاشفه و ارتباط مکاشفه ای ادعا شده ميان ميرزا و "صاحب علم جمعی" باشد.
نکته چهارم که در واقع می تواند به عنوان راهنمای ما برای شناسایی شخصيت "صاحب علم جمعی" به کار آيد (اگر اصلاً چنين شخصيتی وجود تاريخی داشته باشد) اين است که يکجا آقای حلبی تصريح می کند که مطالبی که به شاگردانش منتقل می کند با پنج واسطه به آنان رسيده است. اگر خود آقای حلبی و ميرزا مهدی را دو واسطه حساب کنيم بنابراين سؤال اينجاست که بنابراين سه واسطه ديگر چه کسانی اند و در اين ميان "صاحب علم جمعی" کجا قرار می گيرد؟ عين عبارت آقای حلبی در اين مورد چنين است:
"در هيچ يک از کتب فلسفي از نوشته‎هاي ابو علي سينا گرفته تا صدر المتأ‎لهين شيرازي با چنين حقيقتي برنميخوريد. آنان از اين سر که روشنگر واقعيت افعال است محروم مانده‎اند. در کتابهاي کلامي هم اين مطلب يافت نمي‎شود. دريافت اين اصل از آن کساني است که ملکوتشان به مقام ولايت امام زمان ارواحنا فداه اتصال يافته است و آن حضرت آنها را بر اين حقيقت واقف نموده‎اند و تنبه داده‎اند و اکنون پس از پنج واسطه براي شما مطرح مي‎گردد. براي آن که اندکي با اين واقعيت آشنا شويد يکي از افعالتان را در نظر آوريد: شما جرعه‎اي آب مينوشيد."
پرسش اين است که از ديدگاه آقای حلبی اين پنج واسطه آيا شامل "صاحب علم جمعی" هم هست يا نه؟ عبارت نقل شده در اين مورد ابهام دارد و می تواند دو نوع تفسير شود: می توان تصور کرد که "صاحب علم جمعی" هم خود يکی از حلقات اين پنج واسطه و نخستين شخص در اين سلسله است. کما اينکه می توان گفت اين پنج واسطه به شاگردان او در پنج نسل متعاقب هم مربوط است. در هر دو حال اگر چنين است پرسش دیگر اين است که چرا در موارد ديگر آقای حلبی می گويد ميرزا مهدی اصفهانی خود با "صاحب علم جمعی" در عالم "انخلاع و مکاشفه" مرتبط بوده است؟ به نظر می رسد آنچه مربوط به نوشته ها و تعاليم "صاحب علم جمعی" است مربوط است به آنچه ميرزا مهدی اصفهانی نزد استادی از اساتيد خود آموخته بوده است. با توجه به حکايت مکاشفه و يا خوابی که در رابطه با "ملاقات" با امام عصر ادعا کرده می توان چنين استنباط کرد که ميرزا در چارچوب آنچه گفته شد این موضوع را مطرح می کرد که در طی مکاشفاتی با شخص "صاحب علم جمعی" که منبع اصلی تعاليم تمام چند نسل قبل است مرتبط شده و صحت و درستی آنها و حقيقت مطالب معارفی را چنانکه مدعی است با راهنمایی و دلالت خود "صاحب علم جمعی" دريافته بوده است. با اين حساب و با توجه به آنچه گفته شد به احتمال قوی مقصود از "صاحب علم جمعی" در روايت ميرزا مهدی اصفهانی، مرحوم سيد علی شوشتری، سرسلسله عارفان شيعی مکتب نجف است که سيد احمد کربلايي، استاد ميرزا مهدی يکی از حلقات تعاليم عرفانی او در نجف قلمداد می شود. سبب ترديدها و سرگشتگی عرفانی و معارفی ميرزای اصفهانی گويا اختلاف نظرات ملا فتحعلی سلطان آبادی با برخی از عارفان اين حلقه و از جمله اختلافات با تعاليم ملا حسينقلی همدانی در مباحث اعتقادی و عرفانی و معارفی بود. می دانيم که ميرزای اصفهانی از طريق سيد اسماعيل صدر با تعاليم عرفانی سلطان آبادی آشنایی داشت. گويا مکاشفات ميرزا مهدي و دسترسی "مستقيم"ش با معارف "صاحب علم جمعی" موجب رهایی از اين سرگشتگی ها شده است. با اين حساب، در حالت ديگر می توان تصور کرد که مراد آقای حلبی از اين پنج واسطه، خودش، ميرزای اصفهانی، سيد اسماعيل صدر، ملا فتحعلی سلطان ‌آبادی، شيخ انصاری و در نهايت سيد علی شوشتری، يعنی "صاحب علم جمعی" بوده است.

## انتقادات
سید جلال الدین آشتیانی از میرزا احمد آشتیانی اینگونه نقل می‌کند:
مرحوم میرزای اصفهانى الشواهدالربوبية را پيش من مى خواند ولی فهم مطالب فلسفى برایش صعب الامور بود.
همچنین آشتیانی به نقل از هاشم قزوینی می‌نویسد: «ما می‌خواستیم مطالب مرحوم نایینی را برای ما تقریر کند، بعد از آن که تقریرات حاج شیخ محمدعلی خراسانی کاظمینی مدائنی چاپ شد، معلوم شد که کثیری از مباحث را ایشان به گونه‌ای دیگر و مغایر با آنچه در تقریرات است، طرح نموده است.
از سید هادی میلانی نقل است: «اصفهانی از عرفان سُرخورد، به جان فلسفه افتاد»
سید محمدحسین حسینی طهرانی از شاگردان سید هاشم حداد و سید محمدحسین طباطبایی و منتقدین تندروی مکتب معارف خراسان، آراء میرزا مهدی اصفهانی را با آراء احمد احسائی تطبیق داده و معتقد است رد عرفان و فلسفه از طرف میرزا مهدی، در اثر «وازدگی نفس» و به‌واسطهٔ «عدم تحمل و عدم وصول» در سلوک و از سر کین است.

طهرانی به‌نقل از سید جمال‌الدین گلپایگانی، استاد سلوک میرزا مهدی، وی را دارای ظرفیت سلوک نمی‌داند و روانه‌کردن او به ایران را به‌درخواست گلپایگانی و به‌دلیل وخامت اوضاع جسمی او می‌داند. وی ماجرای رؤیت مهدی (امام دوازدهم شیعیان) توسط میرزا مهدی به‌صورت مکاشفه در قبرستان وادی السلام را بدین صورت ذکر کرده‌است:
از جمله دستورها این بود که نوافل خود را به‌نحو نماز جعفر طیار بخواند؛ او در وقتی چنین حالی پیدا کرد که به‌هر جا نگاه می‌کرد، سید جمال می‌دید، و ما هرچه خواستیم به او بفهمانیم این معنای حقیقت وجود نیست… نشد و این رؤیت را دلیل بر آن می‌گرفت که در عالم وجود حجت خدا، سیدجمال است؛ و پس از خارج شدن از این حال برای او شک و تردید پیدا شد که آیا سیر و سلوک حق است یا باطل؟ و روزی که در وادی‌السلام رفته بوده‌است در مکاشفه‌ای می‌بیند که بقیةالله ارواحنا فداه کاغذی به او دادند که در پشت آن کاغذ به‌خط سبز نوشته‌است: «أنا الحجة بن الحسن». خودش این مکاشفه را تعبیر به بطلان سیر و سلوک خود نمود…
دفاعی که از این‌جا می‌توان در برابر میرزا مهدی کرد این است که واقعاً افراد نمی‌توانند با مطالبی که از تفکرات یونانیان است اسلام بیاورند. این‌ها همه باورهای بشری است؛ و دین چیزی نیست که با باورهای بشری بتوان گفت که صحیح است! دین حتماً باید پشتوانه روایی یا فقهی داشته باشد.
پیروان مکتب میرزای اصفهانی، ادعای محمد حسین طهرانی را غیرواقعی می‌دانند.
بخش اعظمی از انتقادات یا اتهاماتی که مخالفان میرزا مهدی اصفهانی به او وارد نموده‌اند، در کتاب «میرزا مهدی اصفهانی، از مکتب سلوکی سامراء تا مکتب معارف خراسان» پاسخ داده شده‌است.
در بخشی از این کتاب پاسخ به سخنان سید محمدحسین حسینی طهرانی نیز آورده شده‌است.
همواره انتقادات بسیار تندی به میرزای اصفهانی وجود داشته‌است که در سالهای اخیر عمدتاً از سوی هواداران عرفان ابن عربی سردمداری می‌شود. از جمله آنها می‌توان به انتقادات استاد سید جلال الدین آشتیانی و شاگردانش و همچنین استاد سید محمد حسین طهرانی و شاگردش محمد حسن وکیلی اشاره کرد.
از طرف دیگر برای شناخت انتقادات به جریان تفکیک می‌توان کتاب «صراط مستقیم؛ نقد مبانی مکتب تفکیک» نوشته محمد حسن وکیلی از شاگردان جوان سید محمدحسین طهرانی و از مخالفان سرسخت میرزای اصفهانی و مکتب او است، را مطالعه کرد. سیدمحمدحسین طباطبایی صاحب تفسیر المیزان نیز که نگاهی حکمی- عرفانی- فقهی دارد، نقدی بر دیدگاه تفسیری جریان تفکیک دارد.
سید حسن اسلامی، از شاگردان سید جلال الدین آشتیانی و استاد دانشگاه ادیان در مصاحبه‌ای کتاب «الحیات» تألیف محمدرضا حکیمی از حامیان میرزا مهدی اصفهانی و تئوریسین جریان تفکیک را «نمونه‌ای عالی از سلطه تفکر چپ در ایران» می‌داند.

## دیدگاه‌ها

### تناقض در منطق بشری
محمد صادقی تهرانی در تفسیر الفرقان، فلسفه ای را که بر مبنای منطق علمی بنا شده پر از مطالب غلط و خطا می‌داند. در ضمن این بحث، ۶۶ عنوان از اختلافات موجود بین علمای منطق را نقل می‌کند که میرزا مهدی اصفهانی آنها را استخراج کرده‌است. روایت محمد صادقی تهرانی از ۶۶ تناقض منطق بشری از دیدگاه میرزا مهدی اصفهانی منحصر به فرد است و در کتابهای شناخت نامه و اندیشه نامه میرزا مهدی اصفهانی، ذکری از این موضوع نشده‌است. هر چند محمد صادقی تهرانی مدت کوتاهی شاگرد میرزا بوده، ولی می‌گوید این مطالب را از طریق یکی از شاگردان بزرگ وی نقل کرده‌است. وی نامی از این شاگرد میرزا نمی‌برد.

رساله ای با همین عنوان در مجموعه آثار محمود حلبی وجود دارد که احتمالاً این اقتباس از ایشان باشد.

## میرزای اصفهانی و مخالفت با حکمت و عرفان
بنابر بر گزارش منتقدان میرزای اصفهانی، بارزترین ویژگی میرزا مهدی اصفهانی برخورد بسیار شدید او با حکمت و عرفان است به گونه‌ای که وی حتی بر فراز منبر نیز در نقد مبانی عرفانی شدیداً به هیجان می‌آمد و عنان اختیار خود را از دست می‌داد و به سادگی دربارهٔ عرفان و عرفای بزرگ و حتی به کسانی که زنده بودند ناسزا می‌گفت.
این جسارت‌ها گاه آنقدر شدید می‌شد که حتی شیفتگان او در جواز اقتدا به او شک می‌کردند چنان‌که در بین مریدانش در خراسان معروف است که در مجلسی چنان تعابیر میرزا نسبت به حکما تند شد که میرزا جواد تهرانی پس از درس به دلیل اینکه می‌خواست در نماز او شرکت کند از وی تقاضا نمود که استغفار کند.

سید محمد حسن قاضی؛ پسر ارشد میرزا علی قاضی در مصاحبه‌ای می‌گوید:
«من یک ماه رمضان در مشهد بودم و پای منبر آقای میرزا مهدی اصفهانی حاضر شدم، ایشان سر منبر می‌رفت و زیاد هم عصبانی می‌شد و به پدرم ناسزا می‌گفت. صراحتاً می‌گفت: «آن سیدی که در نجف است، ریشش قرمز است و قدش کوتاه است و فلان…» بعضی‌ها به او گفتند: «پسرش پای منبر شما اینجا نشسته‌است.» بعد از آن آمد و از من خیلی عذر خواست و حتی یک روز مرا به منزلش برای افطار دعوت کرد. من منبرهای او را می‌نوشتم و وقتی به نجف رفتم آنها را به آقا نشان دادم. پدرم گفت: «اینها چیست که تو نوشته‌ای؟ هرگز آقا میرزا مهدی اصفهانی یک چنین حرف‌هایی نمی‌زند. مگر دیوانه‌ای تو! آنها را دور بینداز!» من هم آنها را دور ریختم. بعد از حدود سی سال که کتاب ابواب الهدی چاپ شد، آن را خواندم دیدم صد رحمت به آنچه در مشهد شنیدم!»
گزارشهای دیگری از سیره اخلاقی او به صورت مستند در کتابهای «احیاگر حوزه خراسان»، «یادنامه میرزای اصفهانی» و «میرزا مهدی اصفهانی: از مکتب سلوکی سامرا تا مکتب معارف خراسان» وجود دارد که با گزارشات منتقدان همخوانی ندارد.
استاد منوچهر صدوقی سها نیز در مصاحبه ای از تندروی استاد خود سید جلال الدین آشتیانی در انتقاد از میرزای اصفهانی انتقاد می‌کند.

## از نگاه دیگران

### نظرات موافقین

#### نظروحید خراسانی
حسین وحیدخراسانی، از مراجع تقلید شیعیان و از شاگردان میرزا مهدی اصفهانی، دربارهٔ او می‌گوید:
«میرزا مهدی اصفهانی مرد ملایی بود. بدون تردید مجتهد مسلم بود. مجتهد قطعی، مجتهد مطلق، او مرد نخبه ای بود.
در عظمت علمی میرزا، اجازه اجتهاد میرزای نائینی به ایشان کاشف مطلب است. اجازه اجتهاد مطلق داده به میرزا، آن هم با چه اوصاف و القابی و تصریح کرده که سال‌ها در درس فقه و اصول من شرکت نموده و در درس من تحقیق و تدقیق می‌نموده و درس را عمیق می‌فهمیده و اکثر درس‌هایی را که شرکت کرده، تقریر نموده و چقدر خوب و دقیق تقریر نموده: «و أحسن و أجاد و أدّی حقَّ المراد و بلغ رتبه الإجتهاد…».
میرزا مهدی اصفهانی از اکابر شاگردان میرزای نائینی بوده‌است. از آن چند نفری که حرف‌هایش را، (در اصول) با آن‌ها پخته کرده‌است. میرزا ابتدا فقط خودش به‌طور خصوصی در درس میرزای نائینی شرکت می‌کرده، بعد آقا سید جمال الدین گلپایگانی به این درس خصوصی اضافه شد، بعد آقا سید محمود شاهرودی اضافه شد، بعد آقا موسی خوانساری.
آقا میرزا مهدی از آن کسانی است که تا کسی او را ندیده باشد نمی‌داند که بود.
مرحوم آقا سید جمال الدین گلپایگانی فرمود: میرزا از آن شش یا هفت نفری است که نائینی در دوره اول، حرف‌های (اصولی) خود را با آن‌ها پخته کرده بود.
میرزا کسی است که وقتی وارد مشهد شد، حوزه مشهد را منقلب کرد؛ یعنی همه فضلای مشهد محصول آقا میرزا مهدی هستند.
میرزا از هر جهت تمام بود: هم علمش، هم اخلاقش، هم عملش. او مرد نخبه ای بود. انصافاً علاوه بر شخصیت علمی، قدرت این را داشت که حوزه مشهد را متحول کرد.
من مرحوم میرزا را در مشهد درک کردم، بعد در تهران به درس میرزا مهدی آشتیانی رفتم و از ایشان در مباحث مختلف فلسفی و آنچه تدریس می‌کردند، مطالبی آموختم در حدی که ایشان قبول کردند که من حرف‌هایشان را دارم و آنچه را که فرموده‌اند را فهمیده‌ام و به آنها رسیده‌ام. به من فرمودند: علت اینکه حرف‌های من را فهمیده‌ای، اما آن را قبول نمی‌کنی چیست؟! من گفتم: جهتش این است که من از مرحوم میرزا مهدی اصفهانی مطالبی یادگرفته ام که با توجه به آنها نمی‌توانم قبول کنم.
ما بارها منزل میرزا می‌رفتیم. فرش منزل میرزا دو عدد پلاس بود و خود میرزا از چاه آب می‌کشید و توی حوض می‌ریخت و من اینها را خودم شاهد بودم… میرزا نوکر نداشت.

من از شاگردان مرحوم میرزا شنیده بودم که ایشان تخلیه روح دارند. بعد از درس که خلوت شد به مرحوم میرزا گفتم: من سخت باورم. اینها حرفی زده‌اند. اما من می‌خواهم از خودتان بشنوم شما تخلیه روح دارید؟ ایشان مکثی کردند و گفتند: بله، من می‌توانم روحم را دو ساعت از بدنم جدا نگه دارم. سپس گفتند: من تجرد عن تجرد هم دارم و بعد تجرد عن تجرد را توضیح دادند.»

#### نظربهجت
محمدتقی بهجت در خصوص او گوید:
آقا میرزا مهدی در نجف از شاگردان مرحوم نائینی بوده‌است … احتمال می‌دهم هنگامی که بنده در عتبات بودم، آقا میرزا مهدی رحمه‌الله به ایران و مشهد آمده بود. میرزا مهدی حرم رفتن عجیبی داشته، و در کنار ضریح زیاد تبرک می‌جسته و می‌بوسیده و چه تواضع‌ها و توسلات و تضرعاتی داشته!

#### نظرصادقی تهرانی
محمد صادقی تهرانی، از میرزا مهدی با عناوینی مانند «عالم نحریر و علامة کبیر کان فی سلک الفلاسفة المنطقیین و العرفاء الرسمیین، ثم أصبح من أکبر المعارضین لذلک الثالوث» و «بحر المعارف الربانیة، المتحقق بحقیقة من المعرفة الشهودیة» تجلیل می‌کند.
وی که منظومه را در قم نزد استادان دیگری تملذ کرده بود و بر آن تسلط داشت در مورد درس منظومه میرزا می‌گوید:
تابستان همان سال به مشهد مشرف شدم و توفیق شرکت در درس میرزا مهدی اصفهانی را یافتم که ایشان نیز شرح منظومه حکمت ملاهادی سبزواری را تدریس می‌کردند. ایشان را مرد بسیار عمیق یافتم که متن موزون منظومه را با تسلطی منحصر به فرد موشکافانه و دقیق، با رعایت کامل قواعد مشکل صرفی و نحوی آن می‌خواند و یک به یک رد می‌کرد. دائم پای خود را با عصبانیت تکان می‌داد که آقا اینها مغز را مختل می‌کند. این اسفار و منظومه خلاف نص قرآن است.

### نظرات مخالفین

#### نظر طهرانی
سید محمد حسین حسینی طهرانی از قول سید جمال الدین گلپایگانی، استاد میرزا مهدی اصفهانی می‌گوید: 
«مرحوم آقا سید جمال‌الدین برای حقیر نقل کردند که چند نفر از شاگردان ما دچار خطا و اشتباه شدند؛ و چون ظرفیت سلوک را نداشتند ما به هرگونه بود آنها را روانهٔ ایران نمودیم؛ از جمله آقا میرزا مهدی اصفهانی بود که مدتی با اصرار از ما دستور می‌گرفت و از جمله دستورها این بود که نوافل خود را به نحو نماز جعفر طیار بخواند؛ او در وقتی چنین حالی پیدا کرد که به هر جا نگاه می‌کرد سید جمال می‌دید؛ و ما هرچه خواستیم به او بفهمانیم این معنای حقیقت وجود نیست؛ بلکه ظهوری است در یکی از مجالی امکانیه و چیز مهمی نیست، نشد؛ و این رؤیت را دلیل بر آن می‌گرفت که در عالم وجود حجت خدا، سید جمال است؛ و پس از خارج شدن از این حال، برای او شک و تردید پیدا شد که آیا این سیر و سلوک حق است یا باطل؟ و روزی که در وادی السلام رفته بوده‌است در مکاشفه‌ای می‌بیند که حضرت بقیةالله ارواحنا فداه کاغذی به او دادند و در پشت آن کاغذ به خط سبز نوشته‌است: أنا الحجة ابن الحسن. خودش این مکاشفه را تعبیر به بطلان سیر و سلوک خود نموده؛ و از آنجا از عرفان و پیمودن راه خدا زده می‌شود» 

#### نظر آشتیانی
سید جلال‌الدین آشتیانی از استادان فلسفه و عرفان در مورد میرزا مهدی اصفهانی می‌گوید:
«این مخالفت با فلسفه در مشهد، تاریخچه‌ای دارد و آن برمی‌گردد به زمان آقا میرزا مهدی اصفهانی که شاگرد میرزا حسین نائینی بوده‌است. او در ابتدا می‌رود و همان طریقة آخوند ملاحسینقلی همدانی و آقا شیخ محمد بهاری و آقا سید مرتضی کشمیری را انتخاب می‌کند. روزه زیاد می‌گیرد؛ نماز زیاد می‌خواند؛ اذکار وارد شده از أئمه را انجام می‌دهد، مدتی این کار را می‌کند. آقای خوئی برای من نقل کرد؛ از آقای میلانی هم شنیدم که مرحوم آقا شیخ ابوالقاسم اصفهانی که استاد آقای بروجردی رحمةالله‌علیه بود می‌گفت: مرحوم آقا میرزا حسین نائینی پنجاه دینار به من داد و گفت: ایشان را ببر ایران و معالجه اش کن! ما آمدیم شمیران جائی گرفتیم. پس از مدتی حالش بهتر و سرانجام خوب شد. بعد می‌رود نزد مرحوم آقا میرزا احمد آشتیانی که شاگرد نائینی بود و با وی دوست بود و مهمان او می‌شود؛ بعدها آقا میرزا احمد می‌گفت: شواهدالربوبیة را پیش من می‌خواند؛ اما فهم مطالب فلسفی برایش از أصعب امور بود. در ابتدا چنین عقایدی را نداشت؛ اما پس از آن که به اصفهان رفت کار به جائی رسید که از عرفان سرخورد و به جان فلسفه افتاد.»

## شاگردان
- محمد کاظم مهدوی دامغانی
- مجتبی قزوینی[۲۵][۲۶]
- هاشم قزوینی
- حسینعلی راشد
- مهدی الهی قمشه ای
- سید جواد خامنه‌ای[۲۷][۲۸]
- سید محمد تقی معصومی اشکوری
- میرزا حسنعلی مروارید[۲۹]
- سید علی سیستانی[۳۰]
- مهدی الهی قمشه‌ای[۳۱]
- محمدباقر ملکی میانجی[۳۲]
- حسین وحید خراسانی
- محمود حلبی
- سید صدرالدین صدر
- جواد تهرانی
- علی اکبر نوقانی
- محمدباقر نجفی
- غلامحسین محامی بادکوبه ای
- سید مرتضی عسکری
- محمدرضا محقق طهرانی
- محمد حسن بروجردی
- محمدتقی شریعتی
- محمد باقر محسنی ملایری
- نمازی شاهرودی
- محمد صادقی تهرانی.[۲۲]

## آثار چاپ شده
- مجموعه آثار فقیه اهل بیت ع آیت‌الله العظمی میرزا مهدی اصفهانی در ۱۰ مجلد به عربی، با مقدمه و تحقیق مؤسسه معارف اهل بیت، انتشارات مؤسسه معارف اهل بیت ع، قم: ۱۳۹۶[۳۳]
- ترجمه ابواب الهدی]]، ترجمه
- ابواب الهدی، به مقدمهٔ حسین مفید، انتشارات منیر، تهران: ۱۳۸۷[۳۴]
- ترجمه ابواب الهدی، ترجمه و مقدمهٔ حسین مفید، انتشارات منیر، تهران: ۱۳۸۹
- رسائل شناخت قرآن، تصحیح و مقدمهٔ حسین مفید، انتشارات منیر، تهران: ۱۳۸۸
- ابواب الهدی، به تصحیح و مقدمهٔ حسن جمشیدی، بوستان کتاب، چاپ دوم، قم: ۱۳۸۶، (مصحح در تصحیح این کتاب حتی قوانین اولیه تصحیح را رعایت ننموده‌است!)
- مصباح الهدی، به کوشش حسن جمشیدی، بوستان کتاب قم، قم: ۱۳۸۷
- انوارالهدایة
- اصول وسیط
- معارف القرآن
- غایة المنی[۳۵][۳۶]